# Soldaten og den smilende pige
Soldaten og den smilende pige er et oliemaleri fra omkring 1658 af den nederlandske maler Johannes Vermeer. Maleriet er 50,5 cm højt og 46 cm bredt. Motivet er en ung pige og en soldat, der sidder ved et bord. Maleriet er en del af Frick-samlingen i New York.

## Motiv og beskrivelse
Maleriet skildrer en ung pige siddende sammen med en soldat ved et bord. Pigen har et vinglas i hånden og smiler imødekommende til ham. Hun har åbnet venstre hånd i en retorisk gestus for at illustrere en livlig samtale. Lyset fra et åbent vindue strømmer ned over pigen. I kontrast til pigen, sidder soldaten med ryggen til og i dyb skygge. Vermeer har malet ham med en kraftig perspektivforkortning, så han forekommer flere gange større end pigen. Det gør, at pigen virker mere sårbar. En effekt der yderligere forstærkes ved skyggen han sidder i og uniformens røde farve. Bag dem hænger et landkort, som er malet med sådan en præcision, at det har været muligt at identificere det: det er produceret i Nederlandene omkring 1620 og forestiller de nederlandske og vestfrisiske provinser. Farverne har Vermeer imidlertid ændret: landområderne er blevet blå, for at harmonisere dem med maleriets farveskema. Det er også muligt at Vermeer ved at male landområderne blå signalerede hærens formindske indflydelse og Nederlandenes tilknytning til flåden. I virkeligheden havde kortet afdæmpede okkerfarver som på hans maleri Frugtsommelig kvinde læser et brev, hvor det samme kort optræder. Værelset, det samme vindue, bord og stole ses også på et andet af Vermeers malerier Pige der læser et brev ved et vindue fra 1657, hvor pigen er iklædt samme kjole. Vermeer kan måske have været inspireret til Soldaten og den smilende pige af den samtidige nederlandske maler Pieter de Hooch (1629-1684), som ofte malede soldater, der slappede af i hjemlige omgivelser. Vermeer har dog en anden ide med motivet end de Hooch: vinglasset og soldaten, der tårner sig op over og dominere pigen, lyset fra vinduet og pigens hvide slør, alt som narrative referencer til at illustrere maleriets historie om en soldat i færd med at forføre en ung uskyldig pige.

## Oprindelse
Soldaten og den smilende pige blev i 1911 købt af den amerikanske kunstsamler Henry Clay Frick (1849-1919) for $ 300.000. Frick havde da allerede i 1901 erhvervet sig det andet vermeermaleri Musiklektionen. Begge er nu på museet Frick Collection
i New York.